# Kovács Patrícia (kézilabdázó)
Kovács Patrícia (Lustenau, 1996. május 28. –) magyar-osztrák kettős állampolgárságú, osztrák válogatott kézilabdázó.

## Pályafutása

### Klubcsapatokban
Kovács Patrícia a Hypo Niederösterreichben kezdte pályafutását, ahol édesapja volt az edzője. A südstadti csapattal kétszer nyert bajnoki címet. 2017-ben az év legjobb női kézilabdázójának választották Ausztriában. 2017 nyarán a Vác játékosa lett. 2018 nyarán kétéves szerződést írt alá a német élvonalban szereplő TuS Metzingen csapatával. 2020 nyarától a Mosonmagyaróvári KC kézilabdázója.

### A válogatottban
A 2021-es világbajnokságon 43 góljával az osztrák válogatott legeredményesebb játékosa volt.

## Családja
Édesapja Kovács Ferenc kézilabdázó, edző. Testvére, Klaudia is profi kézilabdázó.

## Sikerei, díjai
- Osztrák bajnok: 2016, 2017
- Az év osztrák kézilabdázója: 2017